# Acacia leptoneura
Acacia leptoneura är en ärtväxtart som beskrevs av George Bentham. Acacia leptoneura ingår i släktet akacior, och familjen ärtväxter. Inga underarter finns listade i Catalogue of Life.